# Kyō Kara Watashitachi wa: GFriend 1st Best
Kyō Kara Watashitachi wa: GFriend 1st Best (tiếng Nhật: 今日から私たちは ~GFRIEND 1st BEST~; cách điệu là Kyō Kara Watashitachi wa ~ GFRIEND 1st BEST ~) là album tiếng Nhật đầu tay của nhóm nhạc nữ Hàn Quốc GFriend và là album tổng hợp đầu tiên của nhóm. Nó được phát hành vào ngày 23 tháng 5 năm 2018, thông qua King Records. Một video âm nhạc đã được phát hành cho bài hát chủ đề "Kyō Kara Watashitachi wa (Me Gustas Tu)" vào ngày 6 tháng 5 năm 2018.

## Phát hành và quảng bá
Kyō Kara Watashitachi wa: GFriend 1st Best được phát hành vào ngày 23 tháng 5 năm 2018 với 5 phiên bản, bao gồm 1phiên bản thông thường, 2 phiên bản giới hạn (loại A và loại B), một phiên bản WEB và phiên bản King e-Shop. Album bao gồm các phiên bản tiếng Nhật và tiếng Hàn của 5 bài hát chủ đề trước đó của nhóm cũng như bài hát "Trust" từ mini album Snowflake. Phiên bản giới hạn loại B cũng bao gồm một DVD với video âm nhạc cho phiên bản tiếng Nhật của "Me Gustas Tu" và bộ phim tài liệu về trải nghiệm lần đầu ra mắt tại Nhật Bản của nhóm.

## Danh sách bài hát
| CD - Phiên bản giới hạn loại A - B, phiên bản thông thường, phiên bản King e-Shop | CD - Phiên bản giới hạn loại A - B, phiên bản thông thường, phiên bản King e-Shop  | CD - Phiên bản giới hạn loại A - B, phiên bản thông thường, phiên bản King e-Shop | CD - Phiên bản giới hạn loại A - B, phiên bản thông thường, phiên bản King e-Shop | CD - Phiên bản giới hạn loại A - B, phiên bản thông thường, phiên bản King e-Shop | CD - Phiên bản giới hạn loại A - B, phiên bản thông thường, phiên bản King e-Shop |
| STT                                                                               | Nhan đề                                                                            | Phổ lời                                                                           | Phổ nhạc                                                                          | Biên khúc                                                                         | Thời lượng                                                                        |
| --------------------------------------------------------------------------------- | ---------------------------------------------------------------------------------- | --------------------------------------------------------------------------------- | --------------------------------------------------------------------------------- | --------------------------------------------------------------------------------- | --------------------------------------------------------------------------------- |
| 1.                                                                                | "Glass Bead (phiên bản tiếng Nhật)"                                                | SHOW                                                                              | Iggy Youngbae                                                                     | Iggy Youngbae                                                                     | 3:24                                                                              |
| 2.                                                                                | "Me Gustas Tu (phiên bản tiếng Nhật)" (今日から私たちは; Kyō Kara Watashitachi wa) | anan                                                                              | Iggy Youngbae                                                                     | Iggy Youngbae                                                                     | 3:42                                                                              |
| 3.                                                                                | "Rough (phiên bản tiếng Nhật)" (トキヲコエテ; Toki o Koete)                        | JUNE Miz                                                                          | Iggy Youngbae                                                                     | Iggy Youngbae                                                                     | 3:30                                                                              |
| 4.                                                                                | "Navillera (phiên bản tiếng Nhật)"                                                 | JUNE Miz                                                                          | Iggy Youngbae                                                                     | Iggy Youngbae                                                                     | 3:15                                                                              |
| 5.                                                                                | "Love Whisper (phiên bản tiếng Nhật)"                                              | JUNE Miz                                                                          | Iggy Youngbae                                                                     | Iggy Youngbae                                                                     | 3:33                                                                              |
| 6.                                                                                | "Trust (phiên bản tiếng Nhật)"                                                     | SHOW KAHO                                                                         | Noh Joo-hwan Lee Won-jong                                                         | Noh Joo-hwan Lee Won-jong                                                         | 3:38                                                                              |
| 7.                                                                                | "Glass Bead (phiên bản tiếng Hàn)"                                                 | Iggy Youngbae                                                                     | Iggy Youngbae                                                                     | Iggy Youngbae                                                                     | 3:24                                                                              |
| 8.                                                                                | "Me Gustas Tu (phiên bản tiếng Hàn)"                                               | Iggy Youngbae                                                                     | Iggy Youngbae                                                                     | Iggy Youngbae                                                                     | 3:42                                                                              |
| 9.                                                                                | "Rough (phiên bản tiếng Hàn)"                                                      | Iggy Youngbae                                                                     | Iggy Youngbae                                                                     | Iggy Youngbae                                                                     | 3:30                                                                              |
| 10.                                                                               | "Navillera (phiên bản tiếng Hàn"                                                   | Iggy Youngbae                                                                     | Iggy Youngbae                                                                     | Iggy Youngbae                                                                     | 3:14                                                                              |
| 11.                                                                               | "Love Whisper (phiên bản tiếng Hàn)"                                               | Iggy Youngbae                                                                     | Iggy Youngbae                                                                     | Iggy Youngbae                                                                     | 3:33                                                                              |
| 12.                                                                               | "Trust (phiên bản tiếng Hàn)"                                                      | Noh Joo-hwan                                                                      | Noh Joo-hwan Lee Won-jong                                                         | Noh Joo-hwan Lee Won-jong                                                         | 3:35                                                                              |
| Tổng thời lượng:                                                                  | Tổng thời lượng:                                                                   | Tổng thời lượng:                                                                  | Tổng thời lượng:                                                                  | Tổng thời lượng:                                                                  | 42:06                                                                             |

| DVD – Phiên bản giới hạn loại B | DVD – Phiên bản giới hạn loại B                       | DVD – Phiên bản giới hạn loại B |
| STT                             | Nhan đề                                               | Thời lượng                      |
| ------------------------------- | ----------------------------------------------------- | ------------------------------- |
| 1.                              | "Me Gustas Tu (phiên bản tiếng Nhật)" (video âm nhạc) | 4:22                            |
| 2.                              | "GFriend Japan Debut Documentary Movie"               |                                 |

## Bảng xếp hạng
| Bảng xếp hạng (2018)             | Vị trí cao nhất | Nguồn |
| -------------------------------- | --------------- | ----- |
| Japanese weekly albums (Oricon)  | 10              | [ 4 ] |
| Japanese monthly albums (Oricon) | 25              | [ 5 ] |
| Japanese albums (Japan Hot 100)  | 10              | [ 6 ] |